# 汤璹
汤璹（?—?），字君宝，浏阳（今属湖南）人。淳熙十四年 (1187年)进士，曾任德安府教授。在德安府任上，汤璹追记陳規在靖康元年末（1126年）和二年初守德安府的事迹。宋光宗绍熙四年（1193年）汤璹将寫成的《德安守御錄》上下二卷上呈朝廷。后來宋宁宗下旨將此書和陳規所作《〈靖康朝野佥言〉后序》一卷和《守城機要》一卷合并，匯編為《守城錄》四卷。